# Futsal Rock Cup
La Futsal Rock Cup (en español Copa de fútbol sala de la Roca) es la copa nacional para clubes de fútbol sala en Gibraltar organizada por la Asociación de Fútbol de Gibraltar. En este torneo participan equipos de todos los niveles del sistema de ligas de fútbol sala de Gibraltar. El campeón disputa el Trofeo Luis Bonavia contra el campeón de la División 1.
Luego de no jugarse en 2019, una nueva edición se programó para 2020; sin embargo, fue suspendida debido a la Pandemia de enfermedad por coronavirus.
La competición volvió oficialmente en la temporada 2021-22. El torneo del año 2022 iniciará con los octavos de final en donde 16 equipos equipos se enfrentaran en 8 llaves. 

## Sistema de competición
El torneo se juega por eliminación directa a partido único. Hasta antes de la temporada 2017-18 podían participar equipos filiales, pero para la temporada 2017-18, la GFA implementó una nueva reglamentación a través de la cual se prohibía la inscripción de nuevos clubes y la inscripción de clubes filiales. Esto redujo el número de clubes en el sistema de ligas y como consecuencia la División 4 desapareció.

## Clubes participantes
En el torneo participan clubes de todos los niveles del Sistema de ligas de fútbol sala de Gibraltar. En las ediciones 2016 y 2017 participaron clubes de la División 4. Pero, tras la desaparición de esta categoría, en el torneo solo participan clubes de los tres únicos niveles de fútbol sala. 
- División 1 (12 equipos)
- División 2 (14 equipos)
- División 3 (10 equipos última temporada. Desaparecida)
- División 4 (10 equipos última temporada. Desaparecida)

## Lista de campeones
| Edición   | Campeón                                                                    | Resultado                                                                  | Subcampeón                                                                 |
| --------- | -------------------------------------------------------------------------- | -------------------------------------------------------------------------- | -------------------------------------------------------------------------- |
| 2014      | Gibraltar Scorpions                                                        | 7 – 4                                                                      | Lions Latinos Beach                                                        |
| 2015      | St. Joseph's Neptune Marine                                                | 3 – 2                                                                      | Glacis United                                                              |
| 2016      | Lynx F. C.                                                                 | 4 – 1                                                                      | Gibraltar Phoenix Eclipse                                                  |
| 2017      | Glacis United                                                              | 4 – 0                                                                      | Gunwharf F. C.                                                             |
| 2018      | Lynx F. C.                                                                 | 6 – 3                                                                      | Glacis United                                                              |
| 2019      | No organizada                                                              | No organizada                                                              | No organizada                                                              |
| 2020-2021 | Programada, pero no se jugó debido a la pandemia de Covid-19 en Gibraltar. | Programada, pero no se jugó debido a la pandemia de Covid-19 en Gibraltar. | Programada, pero no se jugó debido a la pandemia de Covid-19 en Gibraltar. |
| 2022      | Europa F. C.                                                               | 5 – 4                                                                      | Lynx F. C.                                                                 |
| 2023      | Bavaria F. C. C.                                                           | 1 - 0                                                                      | Europa F. C.                                                               |

## Títulos por club
En la sección de clubes se muestra en negrita a aún activos. En la sección de años, se muestra en negrita el año en el que también ganó la División 1 de Gibraltar logrando un doblete. 
| Pos. | Club                | Títulos | Años en los que fue campeón |
| ---- | ------------------- | ------- | --------------------------- |
| 1    | Lynx F. C.          | 2       | 2016, 2018                  |
| 2    | Europa F. C.        | 1       | 2022                        |
| 3    | Bavaria F. C. C.    | 1       | 2023                        |
| 4    | St. Joseph's F. C.  | 1       | 2015                        |
| 5    | Glacis United       | 1       | 2017                        |
| 6    | Gibraltar Scorpions | 1       | 2014                        |
| 7    | Plater Bon Milk     | 1       | 2001                        |
| 8    | Lourdians           | 1       | 1991                        |

## Estadísticas

### Goleadores por temporada
| Temporada | Jugador              | Club                      | Goles |
| --------- | -------------------- | ------------------------- | ----- |
| 2016      | Manuel Ledesma       | Gibraltar Phoenix Eclipse | 19    |
| 2017      | Joel Emiliano Fraile | Glacis United             | 8     |
| 2022      | Shane Dellipiani     | Laguna 2007 F. C.         | 7     |
| 2023      | Lee Muscar           |                           | 11    |